# Chata Abbot Pass
Chata Abbot Pass byla horská chata, která se nacházela v nadmořské výšce 2925 metrů v Abbot Pass v Skalistých horách v kanadské Albertě. Byla zasazena mezi Mount Victoria a Mount Lefroy, u kontinentální propasti, která v této oblasti definuje hranici mezi národním parkem Banff v Albertě a národním parkem Yoho v Britské Kolumbii. Chata stála v národním parku Banff a byla druhou nejvýše umístěnou trvalou obytnou stavbou v Kanadě (po chatě Neil Colgan). Chata byla udržována Alpským klubem Kanady.
Abbotský průsmyk je možné navštívit buď z oblasti Lake O'Hara na straně Britské Kolumbie nebo technicky náročnější trasou od Lake Louise na straně Alberty.
V chatě mohlo přespat 24 osob a měla jak kamna k ohřevu a sušení, tak propanový systém pro vaření a osvětlení. Kuchyně byla vybavena standardním kuchyňským náčiním. Dřevo a propan se přivážel každoročně vrtulníkem.

## Historie
Průsmyk a chata jsou pojmenovány podle Abbota Philipa Stanleyho, který se stal první horolezeckou obětí v Severní Americe poté, co spadl při pokusu o první výstup na horu Lefroy v roce 1896. Chata byla původně postavena v roce 1922 švýcarskými průvodci Kanadské alpské asociace za účelem ochrany klientů, kteří se pokoušeli vylézt na Victoria a Lefroy. Většina konstrukčního materiálu byla přenášena z Lake Louise na koni přes ledovec a vyvezena po záchytné cestě na trase známé jako Deathtrap.
CAC provozovala chatu asi 40 let a v 60. letech ji převedla na Parks Canada, která ji renovovala za pomoci dobrovolníků. V roce 1985 se chata převedla na Alpský klub Kanady, který ji od té doby několikrát zrenovoval. Tato chata byla v roce 1992 jmenována National Historic Site of Canada a v roce 1997 na ni byla umístěna federální plaketa.
Protože mnoho hostů hotelu Chateau Lake Louise poprvé zkoušelo horolezectví, švýcarský průvodce Edward Feuzem navrhl, aby KPR postavila odpočinkovou zastávku mezi Lake Louise a chatou. V roce 1924 byla postavena Plain of Six Glaciers Tea House, která ubytovala hosty přes noc.